# Waking The Dead
Waking The Dead és l'últim disc de L.A. Guns amb el guitarrista Tracii Guns i el primer amb el baixista Adam Hamilton.
A l'àlbum hi consta "OK, Let's Roll" - dedicat a Todd Beamer i també les persones que van perdre la vida en el Vol 93 durant els Atemptats de l'11 de setembre de 2001.
La versió japonesa no es va publicar, deixant la cançó "Call of the Wild" sense publicar.

## Cançons
1. Don't Look At Me That Way – 4:00
2. Ok, Let's Roll – 3:54
3. Waking The Dead – 3:23
4. Revolution – 3:26
5. The Ballad – 5:21
6. Frequency – 4:38
7. Psychopathic Eyes – 3:04
8. Hellraisers Ball – 3:23
9. City Of Angels – 3:39
10. Don't You Cry – 4:22
11. Call of the Wild - 3:51 (Cançó extra al Japó)

## Formació

### Grup
- Phil Lewis – Veus
- Tracii Guns – Guitarra
- Adam Hamilton – Baix
- Steve Riley – Bateria

### Convidats
- Ricky Beck Mahler - Guitarra addicional a "The Ballad" i "Call Of The Wild"

## Producció
- Productor – Andy Johns
- Enginyer – Bruce Witkin
- Sonoritat – Dave Schultz
- Responsable – Brad Nelson
- Fotogràf – Glen LaFerman
- Disseny de portada – Maxine Miller
- Disseny – Vinny Cimino